# 卡姆 (德国)
卡姆（發音：[kaːm] ⓘ）是德国巴伐利亚州上普法尔茨行政区卡姆县的城市，位于雷根河畔，巴伐利亚林山和上普法尔茨林山之间，面积80.69平方千米，2023年12月31日人口为17,593人。

## 历史
8世纪，来自雷根斯堡的僧侣在卡姆明斯特建立了巴伐利亚林山地区的第一座教堂。976年，卡姆第一次作为城市被提及。神圣罗马帝国在卡姆附近建有城堡，为前往波希米亚地区的贸易路线提供保护。约1000年前后，卡姆拥有了自己的货币，被称为“卡姆第纳尔”（Chamer Denar）。12世纪，卡姆迁移至今天所在的位置。15世纪，胡斯战争给卡姆居民带来了巨大的伤害。1742年，弗朗茨·冯德特伦克率领军队占领并摧毁了卡姆。
1861年，铁路进入卡姆。1945年4月18日，英国军队空袭卡姆，造成63人死亡。来自西里西亚和苏台德地区的德国难民使卡姆的人口从5,860人激增至逾1万。

## 友好城市
卡姆与以下城市结为友好城市：
- 瑞士 卡姆（1981年）
- 捷克 克拉托維（1993年）
- 比利时 泽勒（2009年）